# Riechsalz

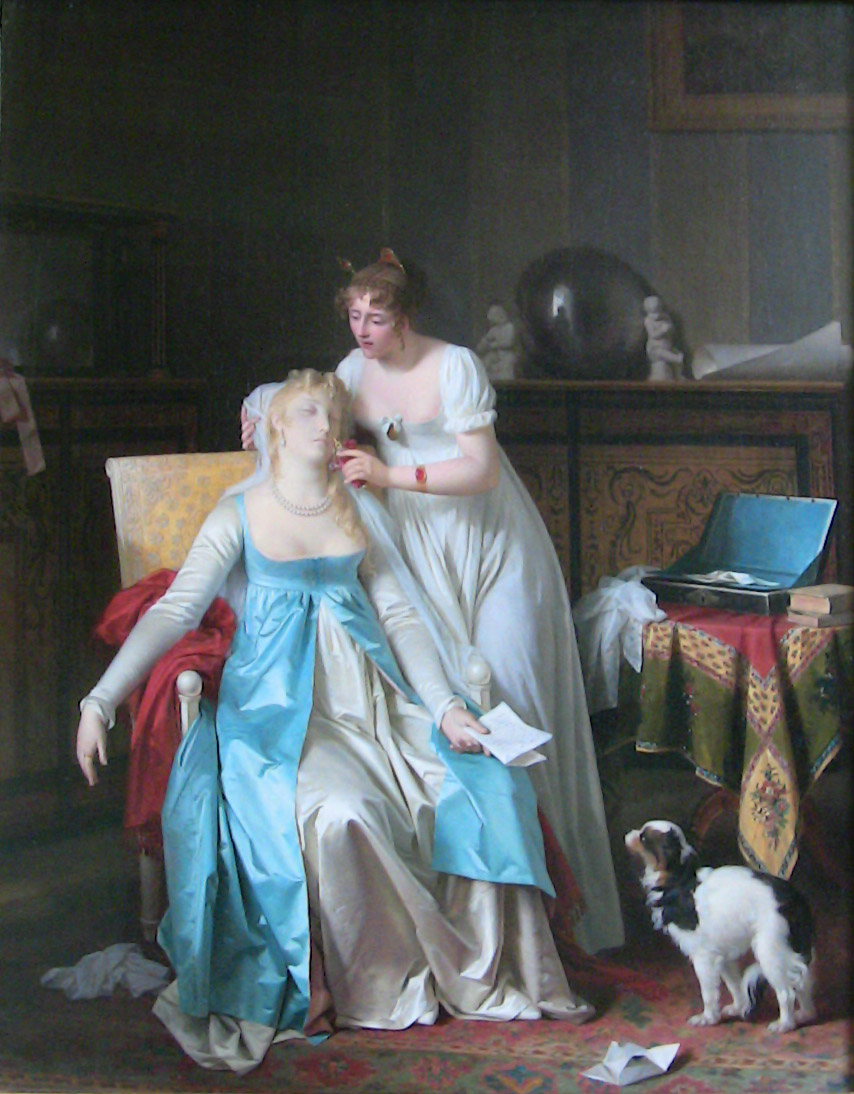
Marguerite Gérard: Schlechte Nachrichten, 1804

Als Riechsalze bezeichnet man verschiedene intensiv riechende Substanzen, die vom 17. bis Anfang des 20. Jahrhunderts zur Belebung bei Schwindel- und Ohnmachtsanfällen unter die Nase gehalten wurden. Riechstäbchen dienten demselben Zweck.
Die meisten Riechsalze basieren auf Ammoniumcarbonat, das durch Dissoziation in feuchter Umgebung Ammoniak freisetzt. Ammoniak soll in Nase und Lunge einen verstärkten Atemanreiz bewirken, der dann zu einer besseren Sauerstoffversorgung des Patienten führen soll. Als Rohstoff wurde Hirschhornsalz verwendet, das zu einem Drittel aus Ammoniumcarbonat besteht. Die Wirkung ließ sich verstärken, indem durch Zugabe von Ammoniak der Anteil an Ammoniumcarbonat erhöht wurde.
Als Englisches Riechsalz bezeichnete man früher Ammoniumcarbonat, das mit ätherischen Ölen parfümiert wurde. Aus Riechsalzen bestehende Flüssigkeiten, auch Schlagbalsam genannt, füllte man in sogenannte Riechfläschchen.

## Riechsalz heute
Aus der modernen Ersten Hilfe ist das Riechsalz verschwunden, da ein Wirksamkeitsnachweis fehlt und es das Einleiten notwendiger medizinischer Maßnahmen verzögern kann. Lautes Ansprechen und beherztes Rütteln an der Schulter hat zum Erwecken aus einer Bewusstseinsstörung den gleichen Effekt, ist aber ohne Zeitverzug sofort umsetzbar. In früheren Zeiten mag es Hemmschwellen gegeben haben, unbekannte oder hochgestellte Personen zu berühren.
Enge Parallelen gibt es zu Riechampullen mit Ammoniak, die heute bei psychosomatischen Erregungszuständen (wieder) eingesetzt werden: Der extreme Geruchsreiz dient zur Reduktion hoher Anspannung, insbesondere als Hochanspannungs-„skill“ im Rahmen der Dialektisch-Behavioralen Therapie, und wirkt auch antidissoziativ; Dissoziationen schließen oft Bewegungs- und sogar Bewusstseinseinschränkungen ein, und extreme Fälle von Dissoziationen können einer Bewusstlosigkeit ähneln. Riechampullen mit Ammoniak können auch bei psychisch (mit)bedingtem Schwindel und bei Angst vor Ohnmacht im Rahmen von Angstbewältigungsstrategien (gewissermaßen zum ‚Durchhalten in der Situation‘) eingesetzt werden, obwohl zur Therapie andere Verfahren – insbesondere Konfrontationstherapie – indiziert sind. Riechampullen sind in Apotheken in Deutschland frei verkäuflich.
Verbreitet ist bis heute der Gebrauch von Riechsalz im US-Sport: Eishockey- und Football-Spieler nutzen es in Wettkampfpausen. Auch beim Boxen war es gebräuchlich, wurde jedoch verboten, weil der Weck-Effekt über die Schwere eines Kopftreffers hinwegtäuschen könnte.

## Kulturelle Rezeption
Das bekannte Zitat „Nachbarin, Euer Fläschchen!“ aus Goethes Faust bezieht sich auf die Anwendung von Riechsalzen in flüssiger Darreichungsform.
Erika Fuchs griff Riechsalz für die Übersetzung einer Donald-Duck-Geschichte von Carl Barks auf; in der bis heute erscheinenden Übersetzung wird Riechsalz in der neu erfundenen, höchsten „Stärke 5“ eingesetzt.